# El Cantar del Abad Don Juan de Montemayor

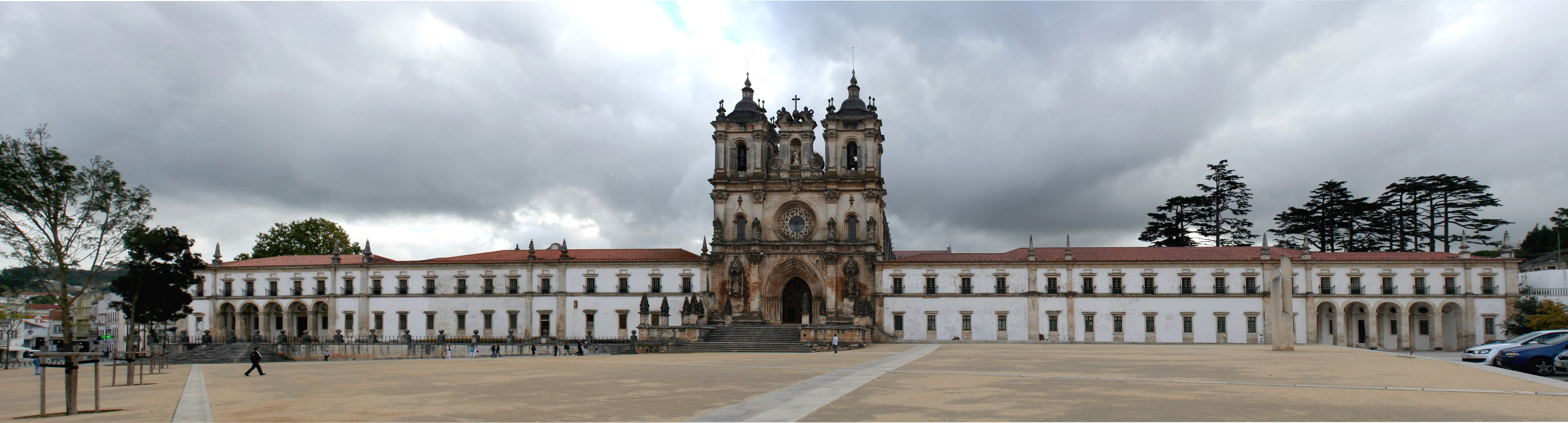
Monasterio de Alcobaça, en Portugal, en torno al cual se funda la leyenda contada en el Cantar del Abad Don Juan de Montemayor

El Cantar del abad Don Juan de Montemayor es un cantar de gesta castellano muy novelesco del siglo XIV, actualmente perdido.

## Origen
La primera mención a un perdido Cantar o Gesta del Abad Don Juan de Montemayor se dio en el siglo XIV, en el proemio de un poema en portugués, hoy perdido, de Alfonso Giraldes sobre la Batalla del Salado (1340), en la cual este autor se halló. En 1632 poseía ese poema fray Antonio Brandao, según dice en su Monarchia Lusitana (3.ª parte, libro 10, capítulo 45) y su sobrino fray Francisco Brandao comunicó el romance de Giraldes a Jorge Cardoso, quien en su Agiologio lusitano (1652) ofrece la cita del poeta del siglo XIV:

Outros falan da gran rason

de Bistoris gram sabedor,

e do abbade dom Ioan

que venceo rei Almançor.

Diego Rodríguez de Almela dedica un capítulo de su Compendio Historial (1491) a contar esta gesta, de la cual sólo se conserva además otra versión igualmente fragmentaria en prosa, la contenida en un impreso de cordel publicado en Toledo en 1498 y reimpreso seis veces más en los siglos XVI y XVII hasta la de Córdoba de 1613, aunque tal vez fueron más que debieron de perderse. Ambos proceden de un origen común, acaso la prosificación de una cantar de gesta más antiguo. Aunque la acción transcurre en Portugal, la historia posee una gran analogía con la del alcalde de Madrid Gracián Ramírez, que degolló a sus hijas al verse sitiado por los moros, pero estas fueron resucitadas por la Virgen de Atocha.
El autor conoce el Cantar de los siete infantes de Lara, el de Fernán González y el Cantar de Mio Cid, porque toma algunos detalles de ellos. Como desconoce que el monasterio de Alcobaça fue fundado por Alfonso Enríquez, rey de Portugal, debía ser leonés; aunque la leyenda fue muy popular en Portugal, lo fue a partir del siglo XVI, porque su origen verdadero era leonés.

## Argumento
La acción se sitúa en tiempos del rey Ramiro III de León (966-984) y de Almanzor (978-1008), mucho tiempo antes de que Portugal alcanzara la independencia. El Abad de Montemayor (Portugal), recoge y cría a un niño abandonado fruto de incesto, llamado García. García crece como caballero pero traiciona la fe cristiana y se convierte al Islam, pasándose al bando de Almanzor con el nombre de Zulema. Tras llegar con su tropa hasta Santiago de Compostela y profanar su catedral entrando a caballo y quemando las reliquias, aconseja a Almanzor la conquista de Coímbra, que arrasan, y llega a asediar Montemayor, defendida por el Abad Don Juan; después de reunir consejo el día de San Juan Bautista, el Abad resuelve matar a los ancianos, mujeres y niños para que no cayesen en poder de los moros y hacer una salida para morir matando; don Juan mismo mata a su hermana doña Urraca y a los cinco hijos de esta y arroja al fuego las riquezas de la ciudad; comulgan y se perdonan mutuamente los pecados y los pocos caballeros sobrantes hacen una salida tan fiera que logran derrotar completamente a los musulmanes y don Juan corta la cabeza al renegado Zulema. Al regresar al castillo encuentran resucitados a todos los sacrificados la noche anterior, y el abad hace voto de pasarse la vida en el mismo sitio donde se obró el milagro y se cuenta que el Monasterio de Alcobaça fue construido en ese mismo lugar para conmemorar el hecho.